# Мишић обарач доње усне
Мишић обарач доње усне (лат. musculus depressor labii inferioris) је парни мишић главе, који има облик пљоснате четвртасте траке и пружа се од тзв. косе линије на спољашњој страни доње вилице до унутрашње стране коже доње усне.
Инервише га ивична грана доње вилице, која потиче од фацијалног нерва. Улога мишића се састоји у повлачењу доње усне наниже и упоље и извртању њене слободне ивице. То лицу даје израз зловоље и презира, па се овај мишић убраја у мимичну мускулатуру.